# District d'Alttoggenburg

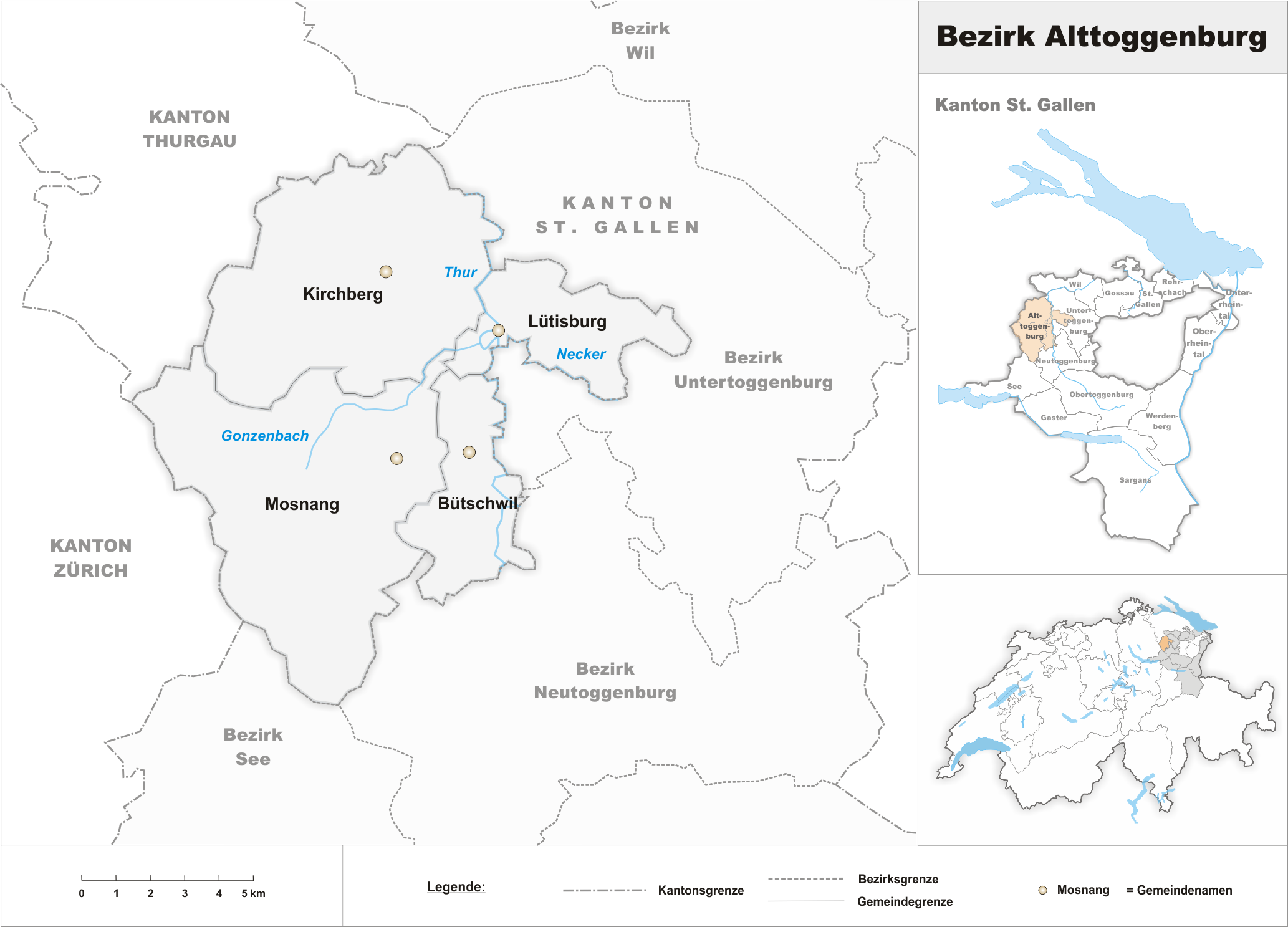
District d'Alttogenburg (2002)

Le district d'Alttogenburg était l'un des quatorze districts du canton de Saint-Gall.

## Communes
- Bütschwil
- Kirchberg
- Lütisburg
- Mosnang